# Cleonymia jubata
Cleonymia jubata är en fjärilsart som beskrevs av Charles Oberthür 1890. Cleonymia jubata ingår i släktet Cleonymia och familjen nattflyn. Inga underarter finns listade i Catalogue of Life.